# Vívian de Oliveira
Vívian de Oliveira (Ponta Porã, 14 de agosto de 1971) é uma autora, escritora e roteirista brasileira. Vívian escreveu obras bíblicas como: A História de Ester, Rei Davi e José do Egito. Vívian escreveu as novelas: Os Dez Mandamentos e Apocalipse, onde abordou o fim dos tempos e a inserção da tecnologia no mundo atual.

## Biografia
Começou sua carreira em 1997 como autora da minissérie Por Amor e Ódio e também, atuou como colaboradora em algumas novelas entre elas, Estrela de Fogo e a Trilogia Mutantes. Seu primeiro trabalho de destaque foi em A História de Ester que teve 10 capítulos e marcou uma ótima média de 11 pontos. Devido ao exito da minissérie a Record deu carta branca para uma nova minissérie dessa vez com 30 capítulos, Rei Davi.
Rei Davi alcançou uma média de 12 pontos em audiência chegando a marcar 15 e 16 pontos em alguns episódios. A minissérie foi elogiada pela crítica e recebeu grande apreço pelo público. Rei Davi foi reprisada diversas vezes pela emissora e conquistou grande sucesso internacional.
No mesmo ano a Record encomenda mais um trabalho da autora, José do Egito, também com 30 capítulos, que se tornaram 38. A minissérie marcou 10 pontos de média, alcançando 14 pontos em seu último episódio.  Ambas minisséries foram exportadas para 14 países.
No entanto, foi com Os Dez Mandamentos que a autora foi reconhecida nacionalmente pela crítica e público pelo sucesso grandioso que bateu recordes de audiência chegando a vencer a novela da Rede Globo pela primeira vez em mais de 40 anos. Pelo trabalho ela recebeu mais de 12 indicações entre Melhor novela e Melhor autora, saindo vitoriosa em 4 das 12 indicações, entre eles Troféu Internet, Troféu UOL TV, Prêmio F5 e Melhores do Ano Na Telinha.
A novela foi exibida em mais de 24 países conquistando sucesso mundial, a novela virou filme e bateu recordes de bilheteria, também ganhou um musical, e uma nova temporada em 2016 com mais de 60 capítulos. A primeira temporada teve média de 16 pontos, alcançou 25, 26 e 28 pontos com picos de 30. A nova temporada marcou 15 pontos de média. A novela foi o maior sucesso da RecordTV.
Em 2017, a RecordTV agendou o novo trabalho da autora para estrear em novembro, sendo a nova aposta milionária da emissora, Apocalipse. Foram encomendados 215 capítulos, porém por conta de alteração de cunho religioso, feita por Cristiane Cardoso, supervisora de texto da novela, e ligada a Igreja Universal, a trama não alcançou êxito como as outras histórias que ela havia escrito. Isso gerou grande revolta por partes de seguidores do trabalho da autora que teve seus textos alterados, a trama foi encurtada em 60 capítulos, totalizando 155 capítulos.
Após 21 anos na Record, Vívian rescindiu seu contrato que ia até 2020 em comum acordo com a emissora.

## Trabalhos na televisão
Telenovelas, séries, minisséries
| Ano       | Trabalhos                        | Emissora | Escalação        | Parceiros Titulares                                                | Ref.   |
| 2021      | A Bíblia                         | RecordTV | autora principal | Camilo Pellegrini Raphaela Castro Stephanie Ribeiro Renato Modesto |        |
| 2017      | Apocalipse                       | RecordTV | autora principal |                                                                    |        |
| 2015      | Os Dez Mandamentos               | RecordTV | autora principal | [ 10 ]                                                             |        |
| 2014      | Milagres de Jesus                | RecordTV | roteirista       | Renato Modesto                                                     |        |
| 2013      | José do Egito                    | RecordTV | autora principal |                                                                    | [ 11 ] |
| 2012      | Rei Davi                         | RecordTV | autora principal | [ 12 ] [ 13 ]                                                      |        |
| 2010      | A História de Ester              | RecordTV | autora principal | [ 14 ]                                                             |        |
| 2009      | Mutantes: Promessas de Amor      | RecordTV | colaboradora     | Tiago Santiago                                                     |        |
| 2008      | Os Mutantes: Caminhos do Coração | RecordTV | colaboradora     | Tiago Santiago                                                     |        |
| 2007      | Caminhos do Coração              | RecordTV | colaboradora     | Tiago Santiago                                                     |        |
| 2005–2007 | Show do Tom                      | RecordTV | roteirista       |                                                                    | [ 15 ] |
| 2004      | Metamorphoses - 1ª fase          | RecordTV | colaboradora     | Arlette Siaretta                                                   |        |
| 2003      | Turma do Gueto                   | RecordTV | roteirista       | Arlette Siaretta                                                   | [ 16 ] |
| 1999      | Tiro e Queda                     | RecordTV | colaboradora     | Luís Carlos Fusco                                                  | [ 15 ] |
| 1998      | Estrela de Fogo                  | RecordTV | colaboradora     | Yves Dumont                                                        | [ 15 ] |
| 1998      | Alma de Pedra                    | RecordTV | autora principal |                                                                    | [ 17 ] |
| 1997      | Por Amor e Ódio                  | RecordTV | autora principal | [ 15 ]                                                             |        |